# Haliotis corrugata
Espèce
Haliotis corrugata est une espèce de mollusques gastéropodes marins appartenant à la famille des Haliotididae.